# Київське міське фізкультурно-спортивне товариство «Спартак»
КМ ФСТ «Спартак» — українська  компанія. Повна назва — Київське міське фізкультурно спортивне товариство «Спартак». Офіс організації знаходиться в Київ.

## Історія
Після ніж 20-річної перерви в 2005 році, установчою Конференцією, на якій були присутні 47 делегатів первинних організацій, за участю керівників ЦР ФСТ «СПАРТАК», Головного управління по фізичній культурі та спорту Київської міської державної адміністрації, голів ЦК профспілок, що входять до ФСТ «СПАРТАК», представників Федерації профспілок України, керівників Мінсім'ямолодьспорту України, всього запрошених в кількості 26 осіб, було відроджено в місті Києві громадську організацію — Київське міське фізкультурно-спортивне товариство «СПАРТАК», яке стало складовою одиницею фізкультурно-спортивного товариства «СПАРТАК».
Метою створеного КМ ФСТ «СПАРТАК» є фізкультурно-оздоровча і спортивно-масова робота серед працівників галузевих профспілок та членів їх сімей і в складі всіх товариств міста розвиток Олімпійського руху в Києві та сприяння розвитку дитячо-юнацького спорту, підготовці спортивних резервів, кандидатів і членів збірних команд для участі у міських, Всеукраїнських та міжнародних змаганнях з олімпійських і не олімпійських традиційно масових та популярних видів спорту.

## Власники і керівництво
Основні власники товариства: ЦР ФСТ «Спартак»
Голова товариства — Петриченко Віктор Павлович

## Діяльність
Основним напрямком роботи Київського міського ФСТ «СПАРТАК» є виконання Указу Президента України «Про національний план дій, щодо реалізації державної політики у сфері фізичної культури і спорту» від 02.08.2006 р., № 667/2006, постанови Кабінету Міністрів України «Про затвердження Державної програми розвитку фізичної культури і спорту на 2007—2011 роки» від 15 листопада 2006 року, № 1594, виконання міської програми «Київ — спортивний» на 2008—2011 роки.

### Показники діяльності
На 1 січня 2010 року у товаристві займаються в ДЮСШ 2022 учнів з 15 олімпійських видів спорту (важка атлетика, веслування на байдарках і каное, бейсбол, футбол, бокс, боротьба вільна, легка атлетика, фехтування, боротьба греко-римська, дзюдо, стрибки на батуті, вітрильний спорт, гімнастика художня, теніс, тхеквондо ВТФ), у тому числі 1193 учнів в групах початкової підготовки, 712 — в групах попередньої базової підготовки, 88 — в групах спеціалізованої базової підготовки і 29 — в групах підготовки до вищих досягнень.
Навчально-тренувальний процес в ДЮСШ забезпечують на орендованих спортивних базах міста Києва 89 тренерів-викладачів, з яких 56 штатних. Мають почесні спортивні звання «Заслужений тренер України» 11 осіб (Майорова О. С., Яменко В. М., Тумасов Ю. М., Федорець В. А., Чепурко М. М., Коновалов С. С., Андрієвський В. Б., Хлистов В. П., Кострицький В. Г., Гарін О. В., Скрипник О. Т.).
Організація постійно займається підбором тренерсько-викладацького складу, проводить політику розвитку найпопулярніших видів спорту, передачу здібних спортсменів у РВУФК і спеціалізовані вищі навчальні заклади міста Києва.
Підвищення кваліфікації тренерів-викладачів проводиться на нарадах ДЮСШ, тренерських радах з видів спорту і семінарах у місті Києві та ЦР ФСТ «СПАРТАК».
Щорічно, протягом 2006—2009 років товариство спільно з Головним Управлінням по фізичній культурі та спорту КМДА, відділенням НОК України у м. Києві, згідно з Календарним планом фізкультурно-оздоровчих та спортивно масових заходів проводить спартакіаду «Юний спартаківець» серед дітей та підлітків з 8 — 11 видів спорту, цілу низку масових змагань з видів спорту, які культивуються в ДЮСШ із загальною кількістю учасників до 3000 осіб.
Наймасовіші змагання, в яких беруть участь діти і підлітки (до змагань запрошуються юні спортсмени всіх ДСТ і відомств міста Києва), — це легкоатлетичний крос, присвячений Дню Перемоги (8 травня), змагання з дзюдо, боксу, гімнастики художньої, важкої атлетики.
Легкоатлетичний крос традиційно проводиться в урочистій обстановці у Парку Партизанської слави з запрошенням почесних гостей: ветерана Великої Вітчизняної війни, представників структурних підрозділів з фізичної культури і спорту міста Києва, районів лівобережжя міста, профспілок, ЦР ФСТ «СПАРТАК».
Яскраво проводяться змагання з дзюдо (тренер Охоба І. М.) за підтримки спонсорів, в яких беруть участь команди з 18-20 регіонів України.
Велику увагу товариство приділяє фізкультурно-оздоровчій і спортивно-масовій роботі (головний спеціаліст Токаренко І. О.) серед працівників галузевих профспілок, Державних установ, комерційних організацій різних форм власності. На сьогоднішній день робота проводиться у 21 профспілковій організації міста, де спортивні заходи проводяться протягом року згідно з Календарним планом. Фінальні галузеві змагання проводяться у 12 профспілкових організаціях.
Слід особливо відмітити роботу міських профспілкових організацій з цього напрямку фізичної культури: ДК «Укртрансгаз» та його структурних підрозділів (голова об'єднаної профспілки працівників апарату Гончаров В. В.), працівників КРУ в м. Києві (начальник Диба М. І., майстер спорту), Державний центр «Радіочастот» (голова КФК Тепцов О. В., майстер спорту міжнародного класу).
Майже кожний спортивний захід презентується в прямому ефірі Національної радіокомпанії, висвітлюється на офіційному сайті spartak-fst.kiev.ua. Церемонії урочистостей фінальних спартакіад проходять на високому професійному рівні за участю провідних ЗМІ з наступним показом по телебаченню і організацією фотовиставки в Будинку профспілок України.
У 2008 році головною подією в спортивному житті країни було участь спортсменів України в XXIX літніх Олімпійських іграх в Пекіні.
У складі збірних національних команд з 4 видів спорту у змаганнях Олімпіади взяли участь 6 спортсменів КМ ФСТ «Спартак» (Безсонова Г., Дмитраш О., Зубченко В. — гімнастика художня, Микульчин І. — боротьба вільна, Демидюк С. — легка атлетика, Силантьєв Д. — плавання).
Найбільшого успіху досягли Безсонова Ганна і Микульчин Ірина, які вибороли бронзові медалі Олімпіади, у командних змаганнях Дмитраш Олена і Зубченко Віта вибороли 8 місце. До речі, на попередній Олімпіаді в Афінах Микульчин Ірина здобула звання Олімпійської чемпіонки.
Значного успіху на Міжнародних змаганнях досягли спартаківці на Кубках Світу: Безсонова Г. — 2,2,2,5 місця, Дмитраш О. — 3,3 місця, Микульчин І. — 5 місце.
На Чемпіонаті Європи Безсонова Г. виборола в абсолютній першості 2 місце, Дмитраш О., Зубченко В. в командних змаганнях — 7, 7, 8 місця.
У 2009 році спортсмени товариства брали участь у VIII Всесвітніх іграх серед не олімпійських видів спорту на о. Тайвань, Чемпіонатах світу, Європи, а в Україні — участь в V Всеукраїнських юнацьких іграх і Всеукраїнській спартакіаді «Юний спартаківець» серед дітей і підлітків.
На Всесвітніх іграх брали участь 2 спортсменки з художньої гімнастики — Безсонова Ганна і Максименко Аліна.
Безсонова Ганна виборола 3 срібні медалі (скакалка, стрічка, м'яч) і в вправах з обручем виборола — 8 місце.
Максименко Аліна виборола 5 місце -обруч, 6 — стрічка, 7- скакалка, 8-м'яч.
На чемпіонаті світу з художньої гімнастики Безсонова Ганна виборола 1 срібну і 3 бронзові медалі, а Рабченюк Анастасія (легка атлетика) посіла 7 місце з бігу на 400 метрів з бар'єрами. На Кубку світу з боротьби вільної Тесминецький Василь посів 5 місце, а в складі команди України разом з товаришами виборов 1 місце.
На чемпіонатах Європи Безсонова Г. виборола 1 срібну і 3 бронзові нагороди, Тесминецький В. — 1 бронзову.
На Кубку Європи з легкої атлетики Рабченюк А. (400 м з бар'єрами) посіла 2 сходинку п'єдесталу пошани, Бризгіна Є. (4х100) — 3 сходинку.
За 2006—2009 роки у товаристві було підготовлено 1 — МСУМК, 9 — МСУ, 43 — КМСУ, 56 спортсменів — I розряду, 653 — масових розрядів.